# Гарваница
Гарваница е сакрализиран в древността хълм от планинския рид Мечковец, намиращ се в крайните северозападни части на Източните Родопи, на територията на Община Минерални бани, (Област Хасково). Монолитните скали на възвишението Гарваница при село Горно Брястово доминира над околността и е връхна точка на голям мегалитен култов комплекс, който обхваща целия хълм и включва крепостни стени на древно укрепено селище, жертвени ями, скални изсичания, вкопавания, шарапани, кремлехи и менхири.

## Описание и особености
Стръмните склонове на Гарваница започват непосредствено от село Горно Брястово, а куполът на хълма е леко заоблен. Заради формата на скалните масиви стърчащи между дърветата на западния и източния склон на хълма местните жители на Горно Брястово наричат Гарваница – „ушестата чука“. „Стърчащото ухо“ – на западната страна е олтарната скала на сакрализирания хълм. Около този скален масив е разположен цял комплекс от бели скали, които се издигат високо.
Подножието на олтарната скала е заровена в голям насип, натрупан откъм източният ѝ край. Височината на площадката оформена в тази скала надхвърля общата височина на хълма. До самата площадка води стръмна и тясна пътека, където е разположен и самият олтар. По много от скалите наоколо се забелязват издълбани ниши, които са силно изветрели и изгубили формата си.
От лявата страна на т.нар. „олтарна скала“ са разположени няколко различни по форма и големина скали, които са обединение в нещо като група. Една от тези скали, висока около 3 m е оформена конусовидно, като в нея грубо е оформена пещовидна ниша, във вътрешността ѝ е издялан примитивен съд, който „главата“ на конуса „захапва“ като похлупак. На върха на този своеобразен похлупак е оформена малка дупка. В тази група скали също се наблюдават множество издълбани ниши с яйцевидна форма, които са силно изветрели. Кареведката Яна Манолова изказва предположението, че в подобни мегалитни съоръжения които не липсват по целия склон на Гарваница са съхранявали прахът на мъртвите, а целия този комплекс е служел за некропол в древността.
В началото на източния склон на Гарваница е разположен стар кладенец, за който се вярва че е с лековита вода, която помага за болни очи. В ниските източни склонове на хълма е разположена и една шарапана, която е обрасла в ниски храсти и растителност.
Нагоре по източния склон на хълма са разположени множество мегалитни съоръжения – прави впечатление, че местността изобилства от кромлехи и самостоятелни менхири. Северният склон на Гарваница също изобилства от древни мегалитни съоръжения, които продължават надолу по стръмният му склон, който стига до местността, в която са разположени старите гробища на село Горно Брястово, откъдето се вижда хълма Дидьоу. В тази местност се наблюдават и останките от стар павиран път, датиращ от неизвестна епоха.
На хълма Гарваница има останки и от тракийско укрепено селище, което отстои на 0.67 km североизточно по права линия от центъра на село Горно Брястово. То е изградено върху възвишение със стръмни и отвесни склонове на юг, изток и север. По западния склон, който е полегат и достъпен се наблюдава крепостна стена от масивни камъни. От нея е запазен първия ред камъни върху основата. Стената започва от масив от отвесни скали, извисяващи се на около 5 m височина в южната част на възвишението и свършват при същите такива в северната му част. Стената е била дълга около 110 m. От останалите страни за защита умело са използвани естествените дадености на терена – високи и широки скали, скални групи, естествени скални стени и стръмни и отвесни склонове. На малкото достъпни места от юг, изток и север върхът е доукрепен с изграждането на малки стени от ломени камъни без спойка или скални струпвания.
Основния поминък на местните жители в древността е бил рудодобивът – районът е богат на желязна руда. На терена в северната част на Гарваница все още се наблюдават малки купчинки желязна руда и шлака от обработката ѝ. В различни сектори на Гарваница са регистрирани изсечени в скалите водохранилища и наподобяващи пещи плитки пещери. Концентрацията им е най-голяма при северната група масивни скали, на които се наблюдават множество изсечени в скалата водохранилища, ползвани както за питейна вода, така и с металообработването в древността. Ако укрепленията на Гарваница и крепостта Голямото градище са синхронни, то при нападение на хълма „Гарваница“ от крепостта „Голямото градище“ са имали възможността да изненадат врага в гръб. От Гарваница има отлична видимост във всички посоки на голямо разстояние. На юг е рида Мечковец, където са разположени множество крепостни укрепления, шарапани и рудници, а на запад видимост има чак до крепостта на връх Драгойна.

## Опазване, социализация и консервация
В края на 2015 година е разработен проект за реконструкция на туристическа еко пътека Минерални бани – Голямо градище – връх Гарваница по одобрение на местния парламент в Община Минерални бани. Проектът е по мярка 313 за „Насърчаване на туристическите дейности“. Целта на проекта е да бъде рехабилитирана и изградена туристическата инфраструктура за създаване на по-добри условия за отдих. Идеята на проекта е да бъде улеснен достъпа до туристическите места и природните забележителности и да се подобри състоянието на заобикалящата ги среда.
При олтарната скала на Гарваница е изградена малка наблюдателна площадка с пейки и голям метален кръст, а в северното подножие на скалата е организиран кът за отдих с маси, пейки и огнище. Изградена е туристическа инфраструктура и при обектите Орлови скали, Градушка църква, Голямо градище и Купена.
Община Минерални бани входира и проект програмата на Кралство Норвегия по програма БГ08 за „Дигитален Културен Диалог За Европейската Мегалитна Култура и Трапецовидните скално-изсечени ниши в Източни Родопи" – проектното предложение съответства на основните цели на Мярка 3 „Достъпност на културното наследство за обществеността“ на Програма БГ08 „Културно наследство и съвременни изкуства“.
По проекта се предвижда създаване на Културно-информационен център над село Брястово, община Минерални бани. Културният център ще обобщава, съхранява, допълва и дигитализира всички културни обекти и събития на територията на области Хасково и Кърджали свързани с мегалитните паметници в Източни Родопи.